# Lepidopilidium
Lepidopilidium är ett släkte av bladmossor. Lepidopilidium ingår i familjen Hookeriaceae.

## Dottertaxa tillLepidopilidium, i alfabetisk ordning[1]
- Lepidopilidium attenuatum
- Lepidopilidium aureo-purpureum
- Lepidopilidium brevisetum
- Lepidopilidium brunneoleum
- Lepidopilidium caudicaule
- Lepidopilidium cespitosum
- Lepidopilidium chenagonii
- Lepidopilidium corbieri
- Lepidopilidium cyrtostegium
- Lepidopilidium devexum
- Lepidopilidium divaricatum
- Lepidopilidium entodontella
- Lepidopilidium flexuosum
- Lepidopilidium furcatum
- Lepidopilidium gracilifrons
- Lepidopilidium hanningtonii
- Lepidopilidium isleanum
- Lepidopilidium laevisetum
- Lepidopilidium nitens
- Lepidopilidium parvulum
- Lepidopilidium plebejum
- Lepidopilidium portoricense
- Lepidopilidium purpurissatum
- Lepidopilidium regnellii
- Lepidopilidium rupestre
- Lepidopilidium subdevexum
- Lepidopilidium subdivaricatum
- Lepidopilidium subrevolutum
- Lepidopilidium theriotii
- Lepidopilidium wainioi